# Eutrema verticillatum
Eutrema verticillatum là một loài thực vật có hoa trong họ Cải. Loài này được (Jeffrey & W.W.Sm.) Al-Shehbaz & Warwick mô tả khoa học đầu tiên năm 2005.